# Jeanne Dandoy
Jeanne Dandoy (Luik, 1 november 1974) is een Belgisch actrice.

## Levensloop en carrière
Dandoy werd geboren in 1974 in Luik. Vanaf 1992 is ze actief in het theater. Van 1993 tot 1996 studeerde ze aan het Conservatoire Royal de Liège waar ze les krijgt van onder meer Jacques Delcuvellerie en Max Parfondry.
In het theater speelt ze in regie van onder meer Pierre Varrasso, Fabrice Murgia en Marc Liebens. Ze speelt meerdere stukken in het gezelschap Groupov van haar leermeester Jacques Delcuvellerie, in d'Artara en in Seriallilith, een theatergezelschap dat ze zelf oprichtte in 2000. Vanaf 2001 doceert ze ook zelf aan het Koninklijk Conservatorium Luik.
In 2009 speelde ze mee in de Franstalige kortfilm Week-End. In 2011 werd ze gecast voor de rol van Lucia Schepers, een van de hoofdrollen in Rundskop naast Matthias Schoenaerts. In 2014 had ze een kleine rol in de Franse film Yves Saint-Laurent. In 2015 speelde ze een rol in de langspeelfilm Les Oiseaux de passage en nam ze op voor de televisieserie Ennemi public die in 2016 op televisie kwam.

## Filmografie
- 2016: Ennemi public - Lana (televisieserie)
- 2015: Les Oiseaux de passage van Olivier Ringer
- 2014: Yves Saint Laurent van Jalil Lespert - journaliste van Elle
- 2011: Rundskop van Michaël R. Roskam - Lucia Schepers
- 2009: Week-end van Romain Graf (korte film) - Kristin